# Riquevaltunnel
Der Riquevaltunnel (fr: Souterrain de Riqueval) ist einer von zwei Schifffahrtstunneln des Canal de Saint-Quentin im französischen Département Aisne, nördlich des Dorfes Bellenglise. Der 5670 m lange Tunnel wurde unter der Herrschaft Napoleon Bonapartes zwischen 1801 und 1810 erbaut und gilt als technische Meisterleistung seiner Zeit. Südlich des Dorfes Bellenglise befindet sich der Tronquoytunnel (fr: Souterrain de Tronquoy).

## Entwicklung des Schiffsverkehrs im Tunnel
Der 5670 Meter lange Tunnel von Riqueval wurde zwischen 1801 und 1810 im Auftrag Napoleons errichtet und ist Teil des Canal de Saint-Quentin, der Paris mit dem Norden Frankreichs und Belgien verbindet. Anfangs zogen die Schiffer ihre Boote selbst durch den Tunnel, was etwa 20 Stunden dauerte. Die Breite des Kanals im Tunnel betrug 5,2 Meter und wurde beidseitig von 1,4 Meter breiten Wegen begrenzt. Die Breite der Schiffe war zu dieser Zeit aufgrund von Engpässen an anderen Stellen des Kanals auf 4,4 Meter beschränkt. Durch den steigenden Bedarf an Transportkapazitäten für Kohle aus Belgien bildete der nur in einer Richtung befahrbare Tunnel immer mehr die Engstelle des Kanals. Durch die lange Treidelzeit konnte der Tunnel zwei Tage nur in die eine Richtung und die zwei darauffolgenden Tage in die andere Richtung betrieben werden.
Ab Januar 1840 wurde ein Treideldienst eingesetzt, wobei für jedes Boot zehn Männer pro 20 Tonnen zur Verfügung standen. Das verkürzte die Durchfahrtszeit auf etwa sieben bis acht Stunden. Doch dieser Vorteil hielt nur kurze Zeit an. Die Ladekapazität der Schiffe und damit auch deren Breite und Tiefgang vergrößerten sich. Beim Schiffszug muss das Wasser am Schiff vorbei nach hinten fließen können. Da hierfür jedoch weniger Platz war, wurde der Widerstand beim Ziehen mit höherer Geschwindigkeit immer größer. Die Treidelzeit erhöhte sich wiederum auf etwa 18 Stunden.
Erste Versuche mit dampfbetriebenen Kettenschleppern schlugen fehl, da sich der entstehende Rauch durch die schlechte Be- und Entlüftung des Tunnels sehr lange in diesem hielt. Außerdem griff der Rauch die nicht überall vollständig durch Mauerwerk abgedeckten Kreideschichten des Berges an. Auch der Einsatz von Pferden für den Treidelzug brachte nicht den gewünschten Erfolg. Der Widerstand der Schiffe im Wasser war zu hoch. Die Treidelzeit konnte trotz Optimierung der Technik und des Einsatzes von mehr Pferden maximal auf 13 Stunden verkürzt werden.

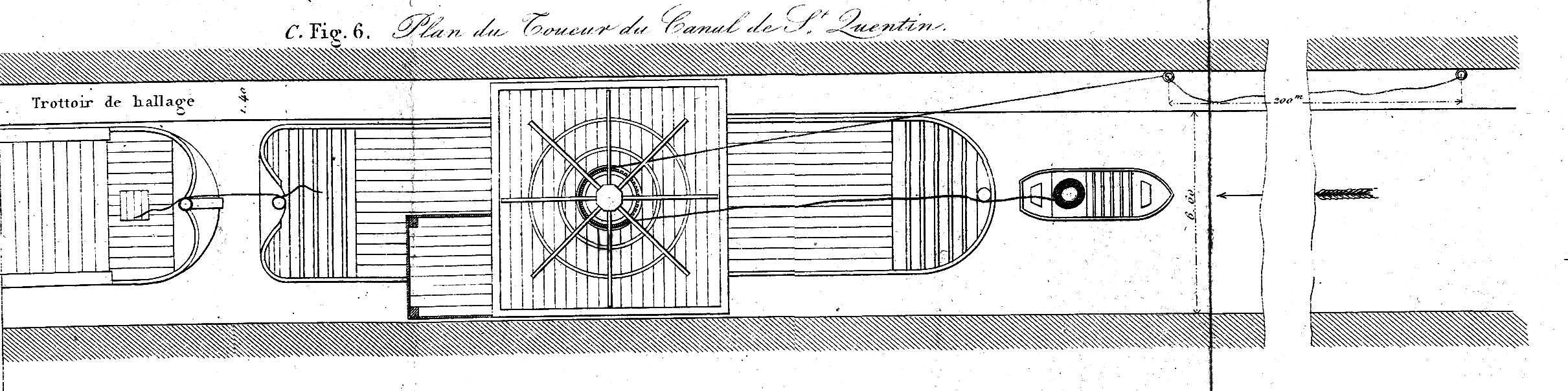
Skizze des Systems nach Quaneaux

Jean-Baptiste Quaneaux entwickelte ein System einer durch Pferde angetriebenen Winde. Dieses System hatte den Vorteil, dass die Pferde nicht auf den schmalen Wegen rechts und links des Kanals entlanglaufen mussten. Auf einem schwimmenden hölzernen Ponton befand sich eine beidseitig überstehende Bühne, auf der bis zu acht Pferde wie bei einem Karussell ein drehbares Kreuz in der Mitte antrieben. Dieses Kreuz war mit einer großen Trommel unterhalb der Bühne verbunden. Ein Seil, das alle 200 Meter an der Tunnelwand eingehakt werden konnte, lief über die sich drehende Trommel unterhalb der Bühne und wurde anschließend an ein kleineres Boot vor dem eigentlichen Zugboot übergeben und dort aufgerollt. Durch den Einsatz des Systems nach Quaneaux konnte auf einen der beiden Treidelwege verzichtet werden. Durch das Entfernen des Weges im Jahr 1861 verbreiterte sich der Kanal auf 6,6 Meter und der Wasserwiderstand reduzierte sich drastisch.

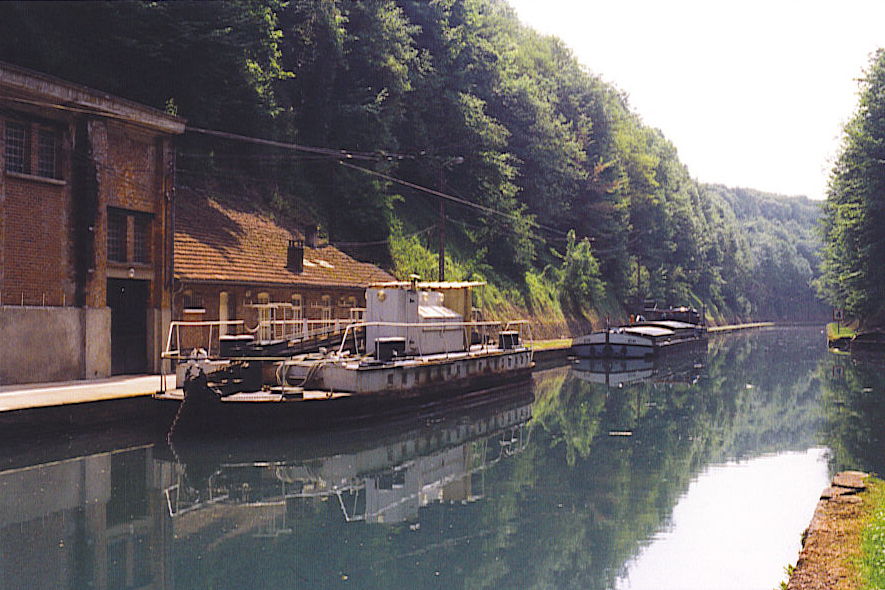
Der Canal de Saint-Quentin vor dem Südportal des Tunnels

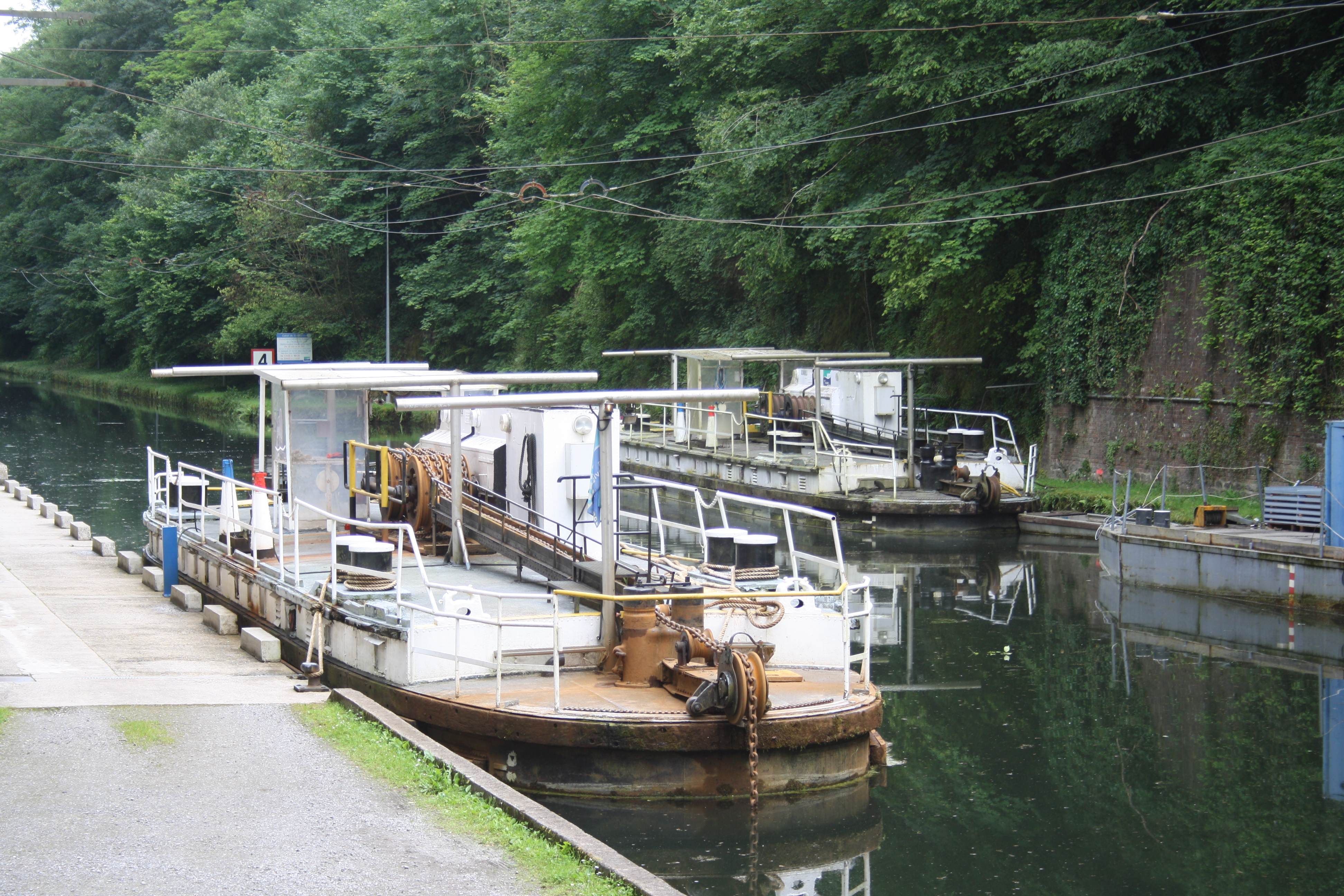
Elektrische Kettenschleppschiffe am Südportal

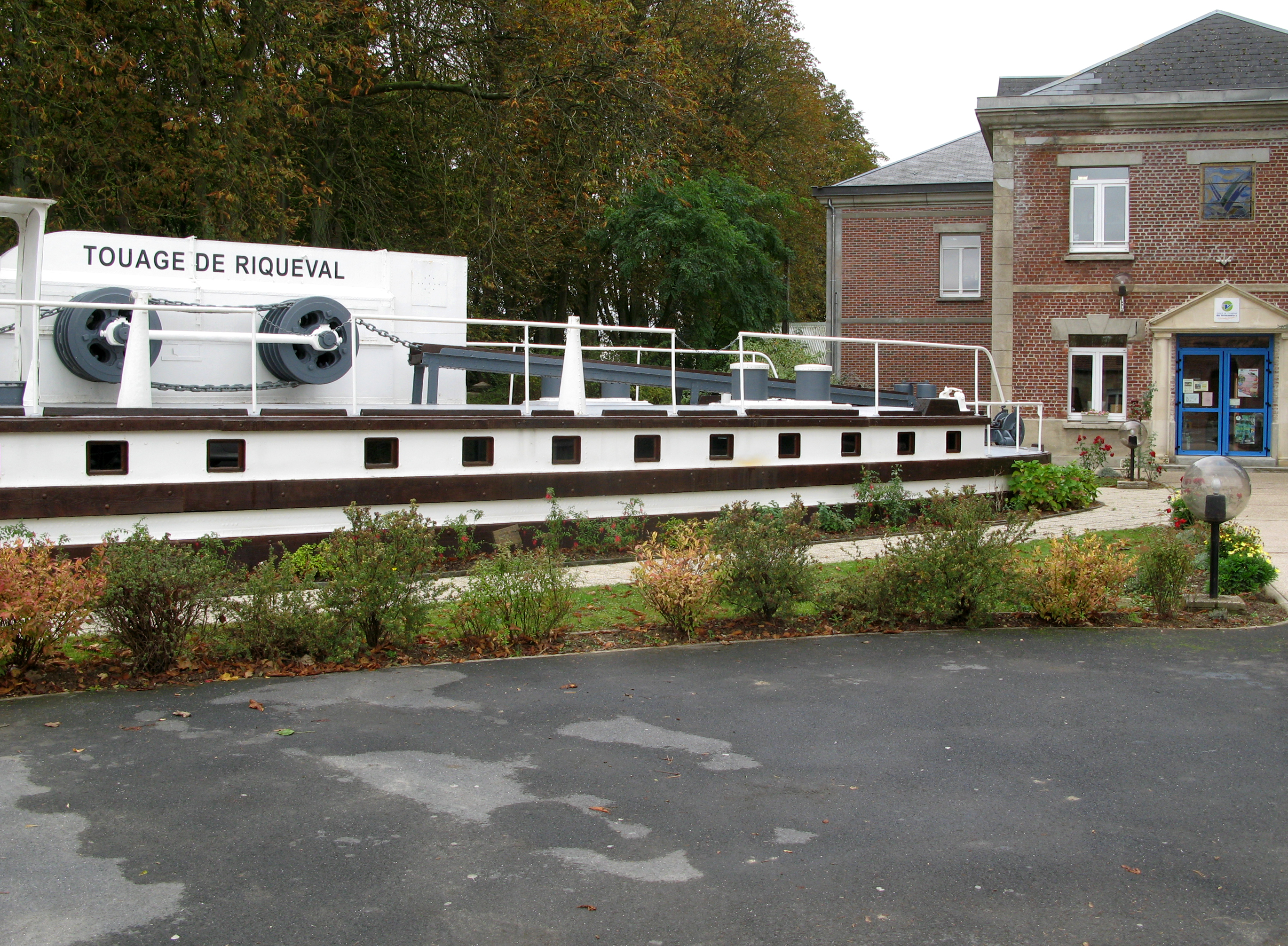
Museumsschlepper „Ampère I“ (Musée du Touage)

Ab 1867 wurden auf der 20,1 Kilometer langen, meist einschiffigen Scheitelhaltung dampfbetriebene Kettenschiffe zum Schiffstransport eingesetzt. Innerhalb dieses Kanalabschnitts mit den beiden Tunneln wurden sechs staatliche Kettenschiffe eingesetzt, die eine Leistung von jeweils 20 bis 30 kW (25–40 PS) besaßen. Wegen des starken Schiffsverkehrs nach Paris mussten sehr lange und schwere Schleppzüge transportiert werden. Der Normalzug bestand aus 25 beladenen Schiffen, es konnten aber auch einmal 35 Schiffe gezogen werden. Als Schleppgeschwindigkeit wurden mit Anhang nur 0,9 bis 1,1 Kilometer pro Stunde erreicht. Die Stärke der Kette betrug anfangs 18 Millimeter und wurde mit der Zeit im Riquevaltunnel auf 30 Millimeter erhöht. Bei der Durchfahrt durch den Riquevaltunnel wurde der Wasserspiegel um 25 bis 45 Zentimeter aufgestaut, und es dauerte eine halbe bis eine Stunde, bis sich dieser Aufstau wieder abgebaut hatte. Bei dem langen Aufenthalt im Tunnel wurden die Menschen starken Rauchbelastungen ausgesetzt.
Seit 1906 besteht am Tunnel für den Schiffszug eine elektrisch angetriebene Kettenschifffahrt. Das Kettenschiff nutzt zur Fortbewegung eine Kette, die auf dem Grund des Kanals verlegt ist und dann über das Deck des Schiffs verläuft. Hier wird sie über Rollen geführt, die von einem Elektromotor angetrieben werden. Auf diese Weise erreicht das Schleppschiff eine Geschwindigkeit von ca. 2,8 km/h. Die Durchfahrt durch den Tunnel dauert somit etwa zwei Stunden. An der Decke des Tunnels ist eine dreipolige Oberleitung für die Stromzuführung angebracht, die an beiden Tunnelenden noch ca. 200 m weitergeführt wird. Die Kettenschiffe werden darüber mit zwei Stangenstromabnehmern mit der benötigten elektrischen Energie versorgt.
Das Kettenschiff ist 25 m lang, fünf Meter breit und besitzt einen Tiefgang von einem Meter. Es kann bis zu 32 Pénichen durch den Tunnel von Riqueval ziehen. Die im Kanal verlegte Kette ist 8 Kilometer lang und wiegt 96 Tonnen. Nachdem am Tunnel eine mechanische Lüftungsanlage installiert wurde und die Auslastung des Tunnels zurückging, ist nur noch einer der beiden Kettenschlepper im Betrieb. Noch heute kann der Tunnel von den Schiffen nicht direkt passiert werden, sondern sie werden mit dem Schleppschiff durch den Tunnel gezogen.
Der andere Kettenschlepper mit Namen Ampère I liegt am Eingang des Tunnels und ist zum Museum für Kettenschifffahrt (Musée du Touage) ausgebaut.

## Militärische Nutzung im Ersten Weltkrieg

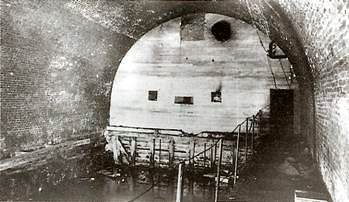
Nutzung des Tunnels durch deutsche Truppen während des Ersten Weltkriegs

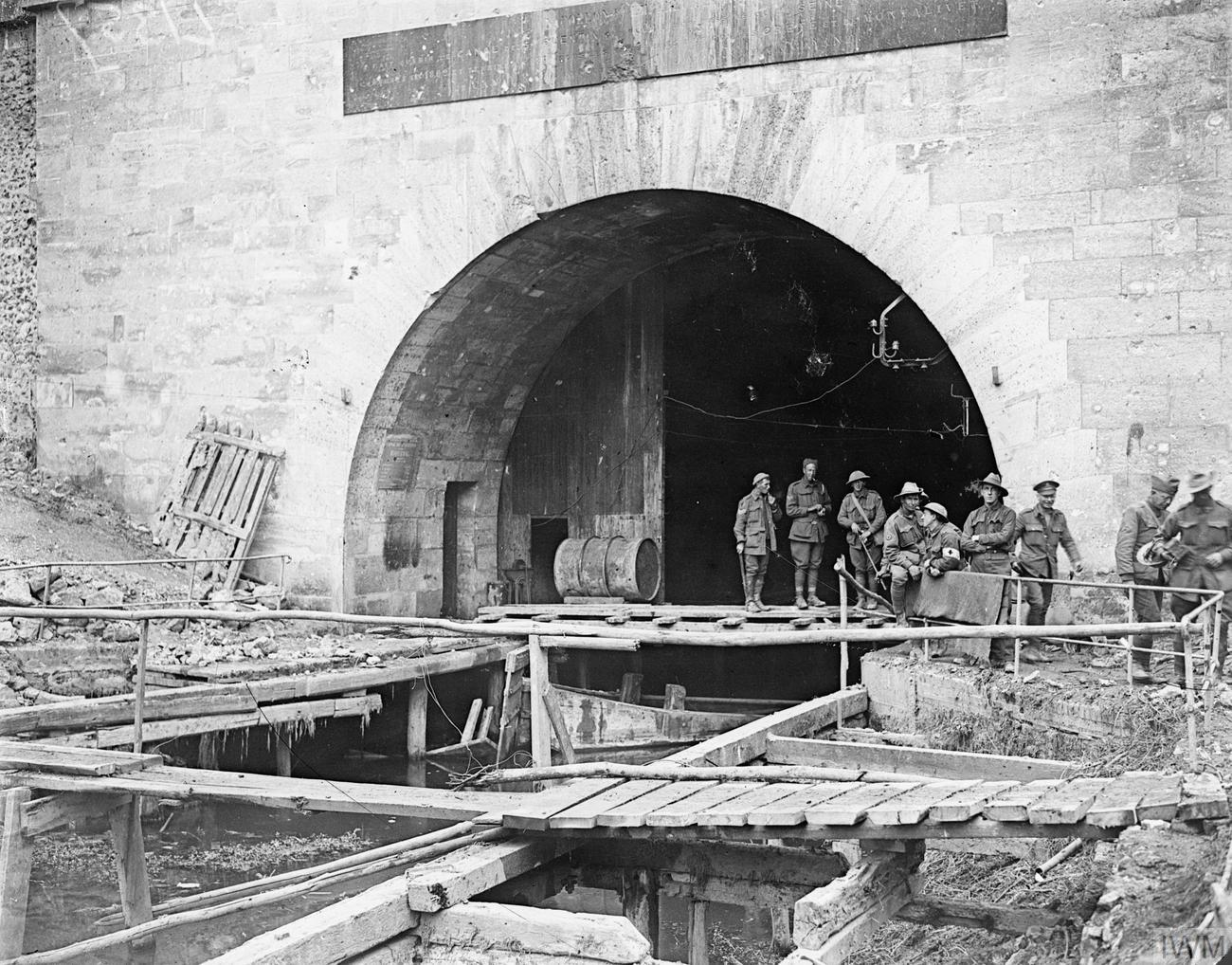
Amerikanische und australische Soldaten nach der Eroberung am Südportal (29. September 1918)

Der Tunnel unterläuft das Dorf Bellicourt und den amerikanischen Ehrenfriedhof Bellicourt American Monument. Der Ort wurde in der Schlacht am Saint-Quentin-Kanal vom 29. September bis 10. Oktober 1918 schwer umkämpft. Das deutsche Heer nutzte den Tunnel im Ersten Weltkrieg als Waffenarsenal und den Kanal für ihre Siegfriedstellung.